# Juan Luis Burgos Marín
Juan Luis Burgos Marín (Portugalete 3 de julio de 1932-Santurce, 13 de marzo de 1996) fue expresidente de Altos Hornos de Vizcaya y de UNESID.

## Biografía
Cursa bachiller en Portugalete en el Colegio Santa María. Estudia en la universidad de Deusto y se licencia en 1954 por economía y por Derecho en la de universidad de Valladolid.
A los pocos años de licenciarse pasa a ocupar el cargo de Secretario Interventor General dentro de la empresa Electra de Salamanca, una filial de Iberduero. En la que estará 3 años.
En 1959 le requiere Antón Madariaga para ocupar el cargo de Jefe de Contabilidad General de Altos Hornos de Vizcaya. Empresa en la que acabará teniendo una gran cantidad de cargos y responsabilidad: Jefe del servicio financiero, Director de Administración y Control, Director Financiero, director general de Administración y Finanzas. Finalmente AHV le hace consejero en 1969 y permanecerá en el cargo hasta 1991. 
En 1987 fue designado vicepresidente de Eurofer. Será presidente de UNESID, Unión de Empresas Metalúrgicas de 1984 a 1996, año en el que fallece inesperadamente en su domicilio.